# フィリップ・リッチー
フィリップ・リッチー（Philip Ricci、1980年5月31日 - ）は、アメリカ合衆国出身のバスケットボール選手である。ポジションはセンター。身長203cm、体重120kg。

## 来歴
サン・ホアキン・デルタカレッジから2000年にオレゴン州立大学に編入学、同年10月、練習中に左ひざを痛めて、鏡視下手術を行うこととなり、シーズン残り試合の出場が絶望となった。
2003年にNBAのサクラメント・キングスと契約したが、解雇された。
その後、NBAデベロップメント・リーグのハンツビル・フライト、スペインのバスケット・マンレサ、韓国の釜山マジックウィングズ、フランスのル・マン、イスラエル・バスケットボール・スーパーリーグのイロニ・ナハリヤでプレー、2009年10月、チェコのCEZニンブルクと契約を結んだ。ニンブルクでは、2009-2010シーズンにチーム史上初めて、ユーロカップの第2週の試合で、ベンチスタートながら、24得点、8リバウンド、4アシスト、2スティール、2ブロックショットの活躍でターク・テレコムBKとの延長での勝利に貢献し、ユーロカップの週間MVPに選ばれた。
2010年に来日しトヨタ自動車アルバルクに入団。2011-12シーズンのリーグ制覇に貢献、プレーオフMVPに選ばれた。フィールドゴール成功率ランキング1位を2度獲得している（2010-11シーズンと2011-12シーズン）。
2014年12月5日に自由契約リストに掲載され退団した。